# هارولد كوفمان
هارولد كوفمان (بالإنجليزية: Harold Kauffman)‏ هو لاعب كرة مضرب أمريكي، ولد في 20 ديسمبر 1875 في سانت لويس في الولايات المتحدة، وتوفي بنفس المكان في 9 ديسمبر 1936.

## وصلات خارجية
- هارولد كوفمان على موقع الاتحاد الدولي لكرة المضرب (الإنجليزية)
- هارولد كوفمان على موقع أوليمبيديا (الإنجليزية)